# Hypocnemoides
Hypocnemoides – rodzaj ptaków z rodziny chronkowatych (Thamnophilidae). 

## Występowanie
Rodzaj obejmuje gatunki występujące w Amazonii.

## Morfologia
Długość ciała 11–12 cm, masa ciała 11,5–16 g.

## Systematyka

### Nazewnictwo
Nazwa rodzajowa jest połączeniem nazwy rodzaju Hypocnemis Cabanis, 1847 z greckim słowem -οιδης -oidēs – „przypominający, podobny”.

### Podział systematyczny
Gatunkiem typowym jest Hypocnemis melanopogon. Do rodzaju należą następujące gatunki:
- Hypocnemoides melanopogon (P.L. Sclater, 1857) – szarook czarnogardły
- Hypocnemoides maculicauda (von Pelzeln, 1868) – szarook białosterny